# Giardino botanico Clelia Durazzo Grimaldi
Il giardino botanico "Clelia Durazzo Grimaldi" si trova a Pegli, quartiere residenziale di Genova, e fa parte del parco della villa Durazzo-Pallavicini, che lo domina dall'alto.
Dopo un lungo periodo di degrado, tra il 2001 ed il 2004 il giardino ha subìto profondi lavori di restyling e riportato all'antico splendore. Oggi è sotto la cura di ASTER spa (Azienda servizi territoriali del Comune di Genova) ed è purtroppo caduto nuovamente in totale abbandono.
Pur essendo uno dei più piccoli orti botanici italiani, dopo il restauro ha raccolto pregevoli collezioni di piante esotiche ed autoctone disposte secondo un itinerario didattico, di grande interesse sia per gli studiosi che per i semplici visitatori che vi si sono recati numerosi. Per il degrado in cui versa il giardino è attualmente chiuso al pubblico e le serre sono per lo più ormai vuote.

## Storia

### Origini
Il giardino fu fondato nel 1794 per volere di Clelia Durazzo, sposa di Giuseppe Grimaldi e studiosa di fama internazionale. Interessata fin da giovanissima agli studi di botanica sulle orme dello zio Ippolito Durazzo, potendo disporre di spazi adeguati nella villa che il marito possedeva a Pegli, diede avvio alla realizzazione di un giardino botanico.

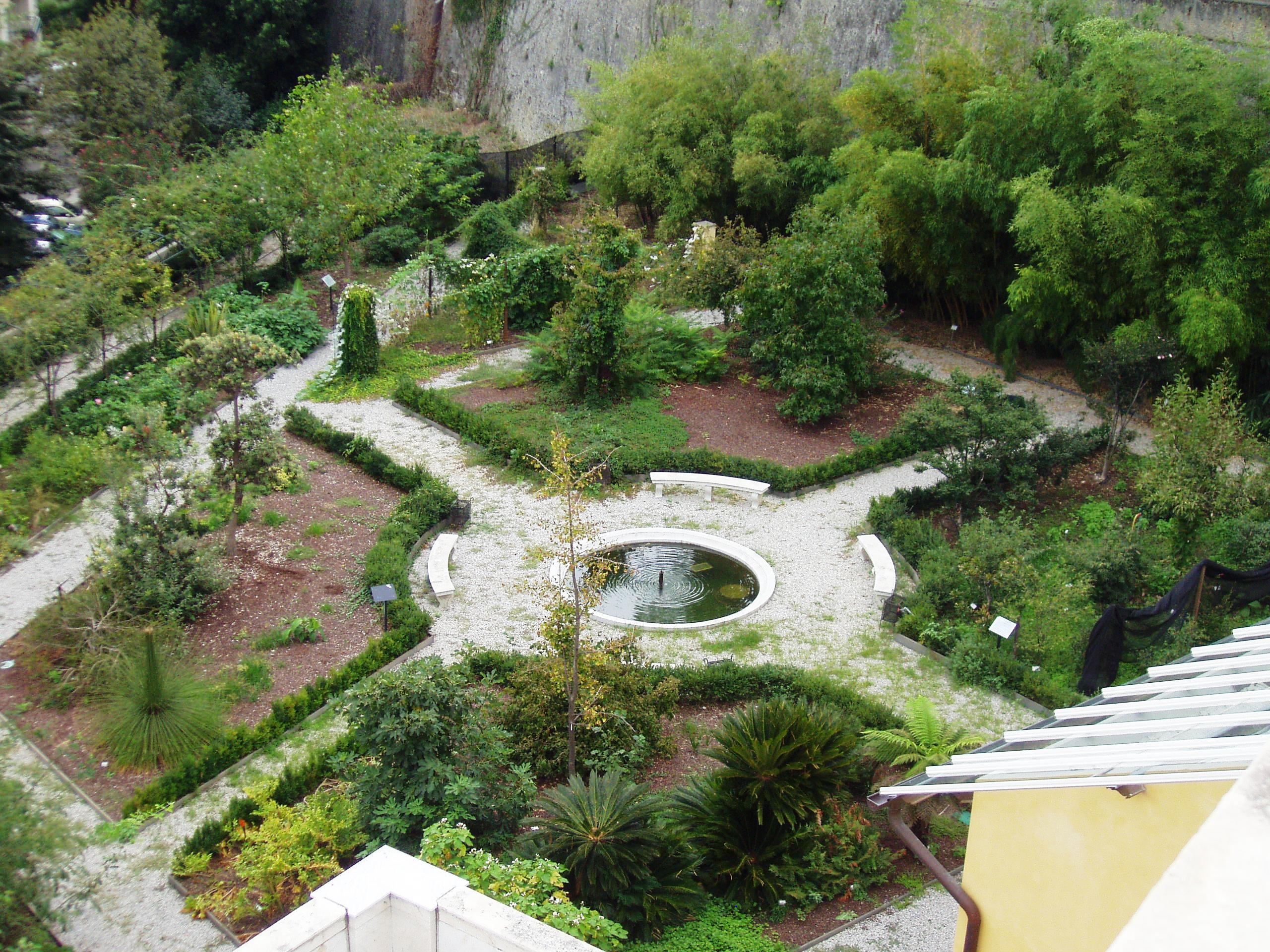
Scorcio del giardino

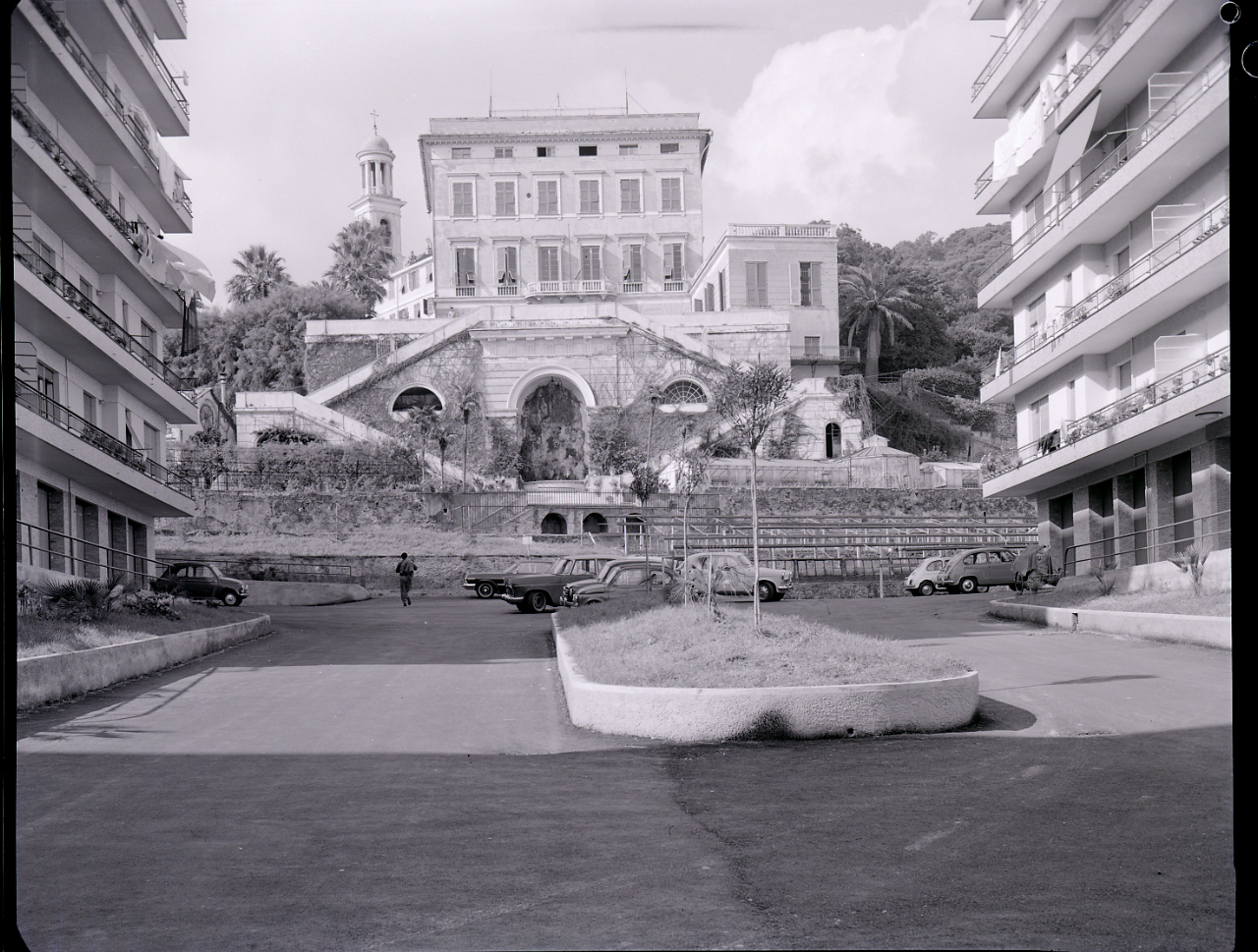
Villa Durazzo-Pallavicini e ai piedi il giardino botanico in una foto di Paolo Monti del 1963

Tre anni più tardi, alla caduta della Repubblica di Genova e la costituzione della nuova repubblica democratica i due coniugi, entrambi appartenenti a famiglie dell'aristocrazia genovese, ripararono a Parma. L'esilio forzato diede modo alla marchesa di approfondire i propri studi sotto la guida del professor Diego Baldassarre Pascal e di compiere viaggi in vari paesi europei, visitando numerosi orti botanici in Austria, Boemia e Germania. Tornata a Genova si diede ad ampliare la collezione che in pochi anni si arricchì di un gran numero di piante, prevalentemente ornamentali, provenienti da tutto il mondo, arrivando a contare quasi millesettecento taxa, che diedero al giardino grande notorietà in campo scientifico, sia a livello italiano che internazionale. La stessa Clelia Durazzo pubblicò nel 1812 il catalogo delle piante del suo giardino, che grazie a due monumentali serre riscaldate poteva ospitare specie esotiche che non potevano vegetare negli altri orti botanici cittadini. Queste serre, tipiche dei giardini genovesi del XIX secolo, sono costruite a gradinate, con mensole in ardesia sulle quali sono collocati i vasi con le piante.
La marchesa morì nel 1837 senza lasciare eredi diretti e tre anni dopo, a seguito di una contrastata successione, il complesso formato dalla villa e dal parco passò in eredità al lontano nipote Ignazio Alessandro Pallavicini, che diede avvio alla realizzazione del parco romantico e in questo contesto risistemò anche il giardino botanico, facendo ristrutturare le due serre monumentali, successivamente ricostruite nel 1901 dalla figlia Teresa Durazzo Pallavicini.
Il giardino botanico rimase però un po' ai margini nella nuova sistemazione del parco, incentrata soprattutto sullo scenografico percorso al tempo stesso romantico ed esoterico voluto dal marchese Pallavicini e realizzato da Michele Canzio.
All'inaugurazione del parco, nel 1846, il botanico Giuseppe De Notaris si augurò infatti di poter vedere presto il giardino restituito all'antica rinomanza.
Nel 1928 quando l'intero complesso fu donato dai Pallavicini al comune di Genova il giardino, dove furono realizzate nuove serre, divenne un vivaio per la produzione di piante e fiori destinati ai giardini pubblici della città.

### Storia recente
Questo uso si protrasse fino agli anni ottanta, quando alla luce di nuovi studi venne rivalutata l'opera di Clelia Durazzo: le collezioni botaniche vennero notevolmente accresciute con di piante di grande valore ed allestita la sezione dedicata alle piante carnivore. In occasione delle celebrazioni colombiane del 1992 il giardino fu aperto a visite a carattere didattico e divulgativo, riorganizzandolo completamente in tale prospettiva. Ulteriori interventi vennero eseguiti tra il 1994 e il 1997 ed ancora tra il 2001 e il 2004: con questi ultimi il giardino botanico ha definitivamente assunto una struttura improntata alla didattica ed oggi sono visibili collezioni di varia composizione, alcune disposte in scenografie particolari come il deserto, le foreste tropicali, le torbiere e gli acquitrini.
Al 2022 il giardino botanico Clelia Durazzo Grimaldi risulta completamente abbandonato, vanificando gli sforzi fatti tra gli anni '90 e 2000 del secolo scorso per il suo restauro e rinnovamento.

## Collezioni
Il giardino, esteso su circa 4500 m², con i restauri effettuati negli anni '90 del secolo scorso era  diviso in oltre venti settori ordinati secondo un percorso didattico. Complessivamente erano esposte circa 1500 specie vegetali; particolarmente apprezzabili erano le collezioni di piante carnivore, oltre 200 specie di orchidee, piante epifite e succulente (tra cui la Welwitschia mirabilis, originaria della Namibia, una delle più antiche specie viventi conosciute), collocate all'interno di una piccola e lunga serra denominata trenino. Nelle due magnifiche serre monumentali erano coltivate invece felci arboree (le uniche ancora presenti), palme e piante tropicali di interesse economico quali ad esempio cacao, ananas, tabacco, banani, manioca ed altre. Nella serra dedicata alle piante acquatiche è stato possibile ammirare tra le altre la Victoria cruziana, una ninfea gigante dalle tonde foglie galleggianti di diametro superiore al metro. All'esterno, le collezioni davano l'opportunità al visitatore di osservare più approfonditamente alcuni aspetti legati alla biologia delle piante come la riproduzione, i colori delle foglie, i profumi ed i veleni. Erano inoltre presenti collezioni di piante tipiche della macchia mediterranea come rose, camelie (di cui il parco conserva una preziosa collezione raccolta in un camelieto storico voluto da Alessandro Ignazio Pallavicini) e bambù.